# Питкерн
Островите Пѝткерн (на английски: Pitcairn Islands, [ˈpɪtkeən aɪləndz]) са британска задморска територия. Разположени са в центъра на южната част на Тихия океан, приблизително по средата между континентите Австралия и Южна Америка. Най-близките съседи са островите Туамоту и Гамбие (Френска Полинезия) и чилийският Великденски остров. Питкерн е първата британска колония в Тихия океан. Групата се състои от 2 острова и 2 атола, от които само едноименният остров Питкерн (4,6 km²) е с вулканичен произход, отвесни скали и населен, а останалите три са ниски и ненаселени.
Питкерн е известен като най-слабо населената национална юрисдикция в света. Днес е обитаван от около 50 души, потомци на 4 основни семейства.

## История
Първоначално остров Питкерн е открит на 2 юли 1767 г. от английския капитан Филип Картерет, който го нарекъл на името на един от своите моряци, който пръв го забелязал в далечината. След това той остава безлюден до 1790 г., когато на него попадат останките от разбунтувалия се екипаж на британския военен кораб "Баунти" и група присъединили се към тях таитяни. Те доплуват до острова със същия кораб и идват от Таити, където бунтовниците временно са се укрили и имат намерение да се заселят някъде където няма да могат да бъдат открити от преследванията на английското правосъдие, след като става ясно, че Уилям Блай - капитан на "Баунти" преди бунта - изоставен на лодка (баркас) в морето, заедно с неколцина свои поддържници - е успял да съобщи за бунта им и да се върне в Англия. Преди това, под негово водачество, експедицията им започва от Англия и през Атлантическия океан и нос Хорн, в края на 1788 г. достига бреговете на остров Таити в Тихия океан, със задачата да натоварят калеми или фиданки от хлебно дърво, за внос на Карибските острови. Екипажът се справя с тази задача за няколко месеца, но в това време вкусва прелестите на местния климат, на свободното поведение и леките нрави на младите таитянки. Моряците стават все по-небрежни при изпълнението на задълженията си. Същевременно страдат от отношението към тях на Блай, което е грубо и дори садистично и включва сурови наказания, най-често - бичуване (въобще характерно за тогавашните флоти, но отмиращо под въздействие на практиките, въведени от капитан Джеймс Кук). Недоволството сред моряците прераства в открит бунт през април 1789 г., след отплуването на „Баунти“. Част от моряците под водачеството на помощник-капитана Флечър Крисчън се вдигат на бунт, свалят Блай и оставят него и най-верните му хора на произвола на вълните. После се връщат с кораба на Таити, където остават, докато не става нужда отново да заминат. Все пак някои от тях остават на Таити, но онези, които се чувстват особено застрашени, се решават на опит за далечно плаване. Поради създалите се връзки и с оглед попълването на състава до необходимия брой, към тях се присъединяват и няколко островитяни. Новият екипаж на "Баунти" при тръгването им се състои от 14 мъже (от които шестима са таитяни), 12 местни жени и едно дете (момиче). За капитан е поставен Флечър Крисчън. 
В началото на 1790 г. те достигат труднодостъпния, много рядко посещаван и съвсем ненаселен, макар и плодороден остров Питкерн, и влизат в малкия залив, наречен после Баунти Бей. На 23 януари 1790 изгарят кораба (останки от който са намерени през 1957 г. в южния край на острова). Намерението им да живеят изолирано и съвместно в обстановка на мир, любов, равенство и братство, с което са се отправили на път, скоро се оказва непосилно за тях. Бързо се разделят на две относително самостоятелни групи, но и сред тях не цари единение. Белите мъже започват да враждуват помежду си. Таитяните, от своя страна, се настройват все по-отрицателно към тях, след като биват ощетени при разпределянето на земеделските парцели. Друга - и станала фатална - причина за противоборствата им са жените, които също са разделени по-скоро насилствено и съвсем неравномерно (всеки от белите има своя, а от таитяните - само половината). Впоследствие една от жените на белите умира и за нейна "заместничка" е определена една от жените на таитяните, опитът на които да си я върнат се превръща в кървав сблъсък, обхванал целия остров, в хода на който (в края на септември 1793 г.) петима от белите, в това число и Флечър Крисчън, са жестоко убити, а също и всички мъже-таитяни. По-късно двама от бунтовниците се пропиват. Единият пада в морето и се удавя, а другият озверява, когато жена му умира и е убит от последните двама бели. След това на острова настава мир.
Смята се, че това е заслуга на най-стария моряк от "Баунти" Джон Адамс, който е силно повлиян от текст, намерен от него в Библията, а именно - стихове от 1 Коринтяни, глава 6/9,10. Той се заема с проповедническа дейност сред останалите на острова жители (другия бял мъж и оцелелите жени и деца). С тях, те създават семейства и потомство със своеобразен смесен облик, известни като питкернци (хора отличаващи се с близка по оттенък до типичната за таитяните относително тъмна кожа, но със светли, характерни за британците очи и често пъти - със светли, дори руси коси), което постепенно заселва острова наново. Тях заварва неочакващият да попадне на каквото и да било население Мейхю Фолджър – капитан на американския китобоен кораб „Топаз“, посетил Питкерн през февруари 1808 г. Тогава е останал жив само един от моряците – Джон Адамс, който не е подложен на преследване, във връзка с участието си в бунта. По-късно на острова се заселват и мисионери от сектата Адвентисти от седмия ден и привличат цялото население към своята вяра. Въпреки новото си отваряне към външния свят, питкернците предпочитат уединението и относителната независимост на своя остров и се придържат към собствената си култура, основана на почитта към "Библията" и собственото си наречие, известно като питкернски език.
Островът става известен от многобройни книги и пиеси и най-вече от пет филмови екранизации, посветени на бунта на кораба „Баунти“. Най-известни от тях са филмът от 1962 г. с участието на Марлон Брандо, в ролята на заместник-капитана Флечър Крисчън и този от 1984 г. с Антъни Хопкинс, в ролята на капитан Уилям Блай и Мел Гибсън в ролята на Флечър Крисчън.

## Държавно устройство
През 1898 г. островите официално са обявени за колония на Великобритания. От 1970 г. върховният комисар на Великобритания за Нова Зеландия е и губернатор на острова. Има местен орган на самоуправление – Съвет на острова от 10 членове, избирани от населението за срок от 3 години. Начело на Съвета е мировият съдия на острова. Въоръжени сили няма.

## География
Цялото владение има площ 45 km², от които само 4,5 km² се падат на самия остров Питкерн. Той има дължина 3 km и широчина 1,5 km. Бреговата Тихоокеанска ивица е 51 km. Най-високата точка е Пауала Валей Ридж, 347 m.
Климатът е субтропичен (топъл и влажен), но на острова няма реки и жителите трябва да се запасяват с дъждовна вода. Средна годишна температура 17 °C и валежи – 2500 mm годишно.
Изключително трудно достъпен остров Хендерсън (Елизабет, 37,3 km², 24°21′ ю. ш. 128°19′ з. д. / 24.35° ю. ш. 128.316667° з. д.) се намира на 168 km североизточно от Питкерн, около 8 пъти по-голям от него и е необитаем. Той е образуван от подводни вулкани. На него има множество птичи колонии и съответно той е много богат на гуано (фосфати). Островът е открит на 29 януари 1606 г. от испанския мореплавател Педро Фернандес де Кирос, а на 17 януари 1819 г. – вторично от английския морски капитан Джеймс Хендерсън.
Атолът Оено (4 km², необитаем, 23°56′ ю. ш. 130°44′ з. д. / 23.933333° ю. ш. 130.733333° з. д.) е открит случайно през юни 1819 г. от капитан Джеймс Хендерсън. Атолът се състои от две островчета Оено и Сънди и носи печалното име „Бащата на корабокрушенията“. През всичките тези години по неговите брегове са се разбили десетки кораби. Намира се на 121 km северозападно от Питкерн.
Атолът Дюси (0,7 km², необитаем, 24°41′ ю. ш. 124°47′ з. д. / 24.683333° ю. ш. 124.783333° з. д.) е открит на 26 януари 1606 г. от испанския мореплавател Педро Фернандес де Кирос, а на 16 март 1791 г. е преоткрит от Едуард Едуардс, капитан на британския военен кораб „Пандора“, който безуспешно търси „Баунти“, но така и не достига до Питкерн. Намира се на 477 km източно от Питкерн. Това е един истински атол с един голям и три по-малки островчета. Едуардс нарекъл острова в чест на началника си лорд Дюси. На острова няма никаква растителност, но има разнообразие от птици.

## Население, религия и език
Броят на жителите се изменя, достига до 233 души през 1937 г., но понастоящем неговото население е 48 души (2007 г.) и има вероятност да се стопи допълнително, поради емиграцията на младите островитяни. През 1856 г. заради пренаселване на острова, на остров Норфолк са изселени около 200 души, част от които впоследствие се завръщат.
Населението е религиозно и почти изцяло образовано. Всички са протестанти (адвентисти от седмия ден). Официалният език е английски, но хората говорят на местен питкернски диалект, който е смесица от английски и таитянски думи. Проведените през последните години допитвания показват, че жителите не желаят да се присъединят към някоя от независимите островни републики в Тихия океан, а искат да си останат британско владение. Те не плащат данъци, получават ежегодна субсидия от 1,5 милиона долара и сигурността им се гарантира от британските въоръжени сили.
В памет на изгарянето на кораба „Баунти“ през 1790 година, 23 януари се празнува от местното население като „Ден на Баунти“.

## Икономика
Икономически активното население е 35 души (към 2011 г.). 
За всички жители на възраст между 16 и 65 години общественополезният труд е задължителен (главно за поддръжка на пътищата).
Плодородната почва на островите Питкерн позволява отглеждането на различни видове зеленчуци и плодове като цитрусови плодове, захарна тръстика, пъпеши, банани, ямс и бобови растения. Цялата земя е разпределена между домакинствата и се обработва. В миналото на Питкерн е имало много гъсти гори, но постепенно населението ги е заменило с плодови дървета и градини. Сега местните засаждат миро (вид палми) по пустинните склонове. Растат хлебно дърво, банани, праскови, дини, захарна тръстика, картофи, портокали, царевица, таро и зеленчуци. Отглеждат се кози и домашни птици. Всички имат лодки и често излизат на риболов.
Електричеството се генерира от газови и дизелови електроцентрали.  Има малки находища на цинк, манган, сребро, злато и желязо. 
Островът е трудно достъпен, поради опасните коралови рифове и неравния си релеф. На него няма пристанище, нито летище. Корабите спират в морето, а хората и товарите се прехвърлят на брега и от брега - към корабите, с помощта на лодки. Има само един път – от залива Баунти до Адамстаун. Няма автомобили. Населението ползва за транспорт три- и четириколесни АТВ. Туризмът е слабо развит; ако времето позволява, островът се посещава от туристи от изследователски кораби, преминаващи покрай островите. Въобще липсват ресторанти и кафенета. Местните жители активно разменят и обменят морски дарове, селскостопански продукти или занаятчийски изделия помежду си. Основният източник на доходи е продажбата на произвеждани на самия остров колекционерски и юбилейни пощенски марки, мед и занаятчийски продукти, на пътниците и моряците от преминаващи кораби, чийто курс е от Великобритания до Нова Зеландия през Панамския канал.
Валутата е новозеландският долар (NZD), който е равен на 100 цента. Валутата не може да се обменя. Кредитните карти и пътническите чекове също са почти невъзможни за използване. Смята се за обичайно и дори задължително даването на бакшиши. От 1988 г. се секат колекционерски монети, но не се използват в обращение.